# حمض الزبدة
حمض الزبدة أو الحَمْض الزُّبْدِيّ أو حمض البوتيريك أو  البيوتيريك أو بيوتانويك أو حسب التسمية النظامية حمض البوتانويك هو حمض كربوكسيلي له الصيغة C4H8O2 والتي يمكن كتابنها على الشكل C3H7COOH أو بالشكل المفصل CH3CH2CH2COOH. يعد حمض الزبدة أبسط الأحماض الدهنية، ويطلق على أملاح هذا الحمض اسم بوتيرات أو بوتانوات.
اكتشف المركب أول مرة العالم ميشيل أوجين شيفيرول سنة 1814.

## الوفرة الطبيعية
وهو يوجد طبيعياً في الحليب والزبدة؛ حيث يتشكل ويتحرر على السطح عند تزنخ الزبدة كنتيجة لحلمهة الغليسيريدات.
تتشكل البوتيرات في الجسم كناتج نهائي من عملية استقلاب الكربوهيدرات، كما يعد أحد مكونات رائحة الجسم، وهو أحد مكونات رائحة قيء الإنسان.

## الخواص
يوجد حمض الزبدة في الشروط القياسية على شكل سائل عديم اللون، له رائحة كريهة ومذاق غير مستساغ. يمتزج المركب مع الماء، وكذلك مع الإيثانول والإيثر الإيثيلي. لحمض الزبدة حموضة متوسطة الشدة، وهو يتفاعل مع القواعد والمؤكسدات القوية.

## الاستخدامات
يستخدم حمض الزبدة كمضاف غذائي إلى علف الحيوانات؛ كما يستخدم كطعم لبعض أنواع الأسماك.